# Gemeinderatswahlen in der Steiermark 1932
Die Gemeinderatswahlen in der Steiermark 1932 wurden am 24. April dieses Jahres abgehalten. Sie brachten Verluste für die bürgerlichen Parteien und die Sozialdemokraten und Gewinne für Kommunisten und Nationalsozialisten. Zeitgleich fanden auch Gemeinderatswahlen in Kärnten und Landtagswahlen in Niederösterreich, Salzburg und Wien statt.